# Stanford Dingley
Stanford Dingley est une paroisse civile et un village du Berkshire, en Angleterre.